# في الهنا
في الهُنا رواية للروائي الكويتي طالب الرفاعي. صدرت الرواية لأوّل مرة عام 2014 عن دار بلاتينيوم بوك في الكويت، وبطبعة معدودة النسخ عن دار الشروق للنشر والتوزيع في مصر الجديدة بالقاهرة. ودخلت في القائمة الطويلة للجائزة العالمية للرواية العربية لعام 2016، المعروفة باسم «جائزة بوكر العربية». ولم يطل الأمر حتى تم استبعاد الرواية من المنافسة على الجائزة وذلك عبر بيان نُشر على الموقع الرسمي للجائزة بعد ستة أيام من الإعلان عن القائمة الطويلة، قالت من خلاله اللجنة المنظّمة للجائزة، أن الرواية قد صدرت في طبعتها الأولى خارج الفترة الزمنية المسموح بها للترشّح، والمحدّدة ما بين يوليو 2014 ويونيو 2015، وأن الرواية أعلاه لم تنضبط بشرط مهم من شروط الترشّح، ما أدى إلى استبعادها من المنافسة. وبعد الإعلان عن الجائزة، تم إزالة البيان من موقع الإلكتروني للجائزة ولم يبقى هنالك أية إشارة إلى أن الرواية غير مؤهلة للترشيح، وهو ما سبق أن طالب به «طالب الرفاعي» في معرض رده على بيان اللجنة المنظمة للجائزة، حيث رأى أن روايته كانت مستوفية لكل الشروط التي تؤهلها للمنافسة على الجائزة، قائلًا: موقفي صحيح.. و«البوكر» فتحت بابًا يصعب إغلاقه.

## حول الرواية
يلقي الكاتب الكويتي «طالب الرفاعي» في روايته «في الهُنا» هذه الضوء على المأساة التي تكابدها إحدى الشخصيات النسائية في الكويت وهي صبية من الطائفة الشيعية عزباء تقع في حب رجل من أهل السنة والجماعة متأهل ورب عائلة. وفي تسميته روايته «في الهنا» شاء الكاتب أن يرمز إلى المكان في تعدد دلالاته ومعانيه. «الهنا» هو المكتب الذي يعمل فيه الراوي، مثلما هو الشقة التي تختار البطلة كوثر العزباء العيش فيها وحيدة، وهو أيضا بيت العائلة الشيعية التي رفضت تزويج ابنتها من رجل سني، مثلما هو الكويت البلد الذي ما زال يحافظ على تقاليده.